# Terpensmole
De Terpensmole bij IJlst is een poldermolen van het type spinnenkop. De molen stond oorspronkelijk als de Himmole bij Sneek.
De molen is eigendom van Stichting De Fryske Mole. De windmolen werd in 1981-1982 gerestaureerd en op de Nationale Molendag 8 mei 1982 officieel door de burgemeester van Sneek in gebruik gesteld. Door onder andere de aanplant van bomen werd de omgeving van de molen echter ongeschikt en na een roedebreuk in 2008 werd besloten de molen te verplaatsen.
In 2011 is de molen verplaatst naar IJlst, waar hij op vrijwillige basis een polder bemaalt. Hij staat bij de rivier Geeuw op ca. 300 meter van de houtzaagmolen De Rat. Nabij de plek van de Terpensmole stond vroeger een spinnenkopmolen.

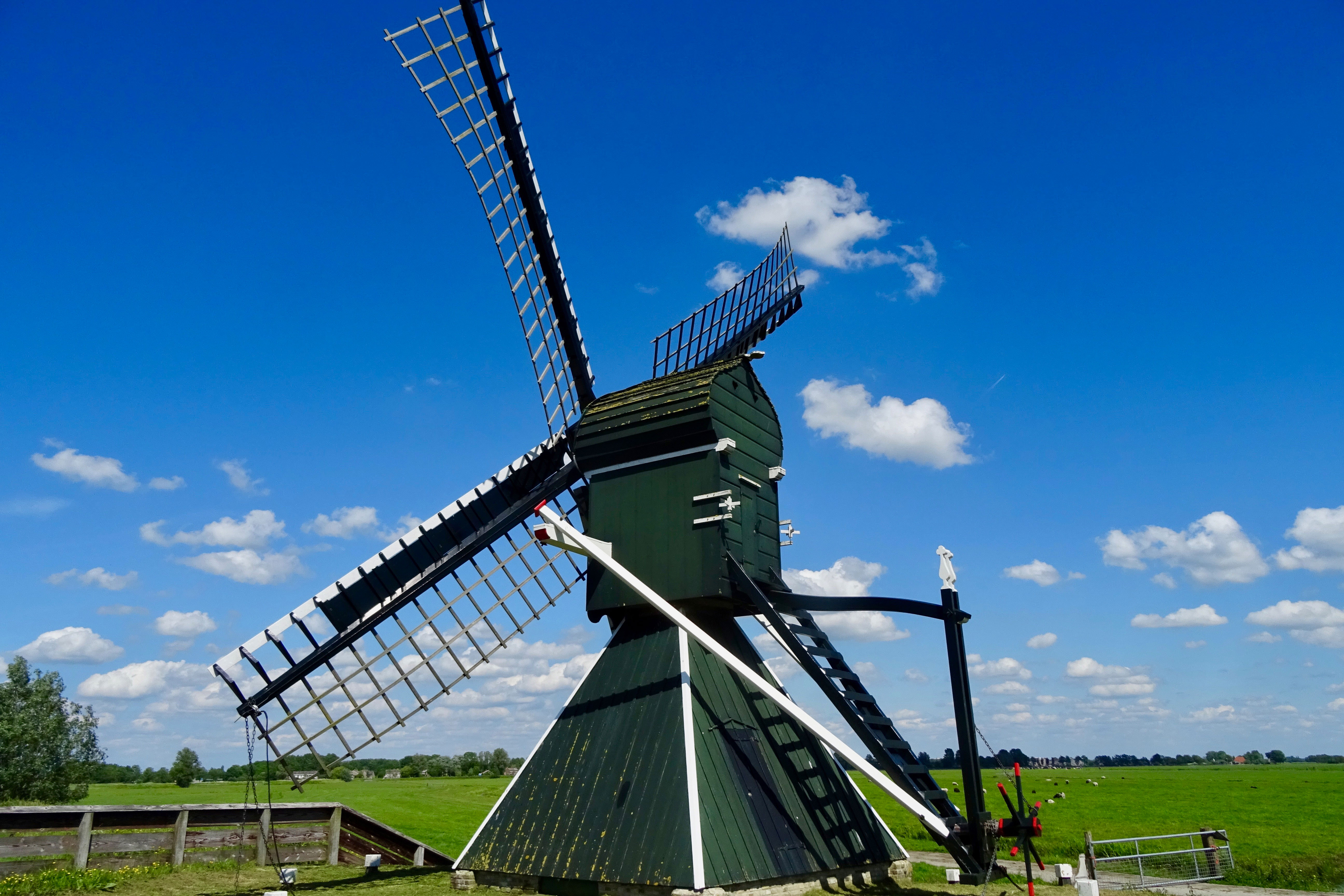
Terpensmole
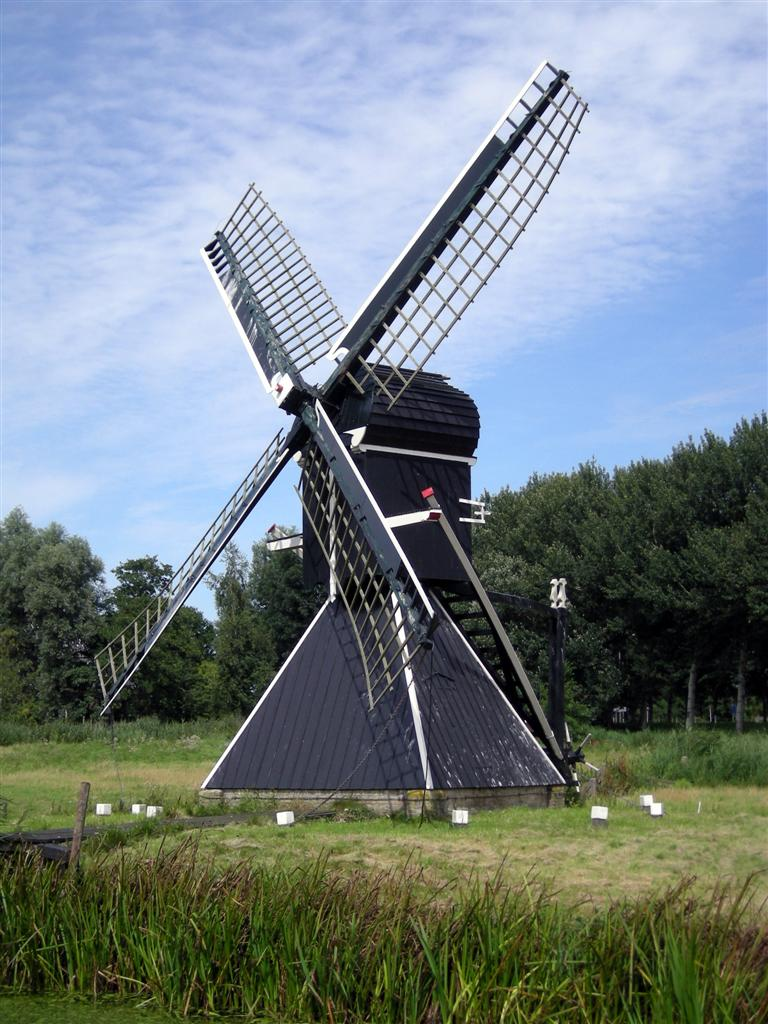
De molen op zijn vorige locatie als Himmole